# Andrew Clarke (Kolonialgouverneur, 1824)

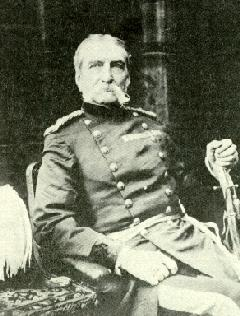
Sir Andrew Clarke (1873) by G. R. Lambert

Generalleutnant Sir Andrew Clarke (27. Juli 1824 – 29. März 1902) war britischer Offizier, Politiker und Gouverneur der Straits Settlements (Singapur, Malakka, Dindings, Penang) mit Sitz in Singapur.

## Leben
Er war der älteste Sohn von Oberstleutnant Andrew Clarke, (1793–1847), Gouverneur von West-Australien. Nach einer Ausbildung in England trat er dem britischen Militär/Pionierwesen bei, ging 1847 nach Hobart in West-Australien und 1848 weiter nach Neuseeland.
1849 war er wieder zurück in Australien, wo er als Privatsekretär des Gouverneurs von Tasmanien und Neu-Süd-Wales, William Denison, tätig wurde. Seine Vorschläge zum Bau einer Eisenbahn in Victoria und einer Telegrafenlinie von Melbourne nach Williamstown/Victoria wurden zum Teil umgesetzt.
1853 arbeitete als Parlamentarier in Victoria mit an einer neuen Verfassung und wurde 1856 als Vertreter Süd-Melbournes in das Parlament von Victoria gewählt. 1858 ging er zurück nach England, wo er sich vergeblich um die Bestallung zum Gouverneur von Queensland bemühte.
Von 1859 bis 1864 diente Clarke in der afrikanischen Kolonie Gold-Küste und von 1864 bis 1873 in der Admiralität in London, wo er an einem Bericht zum Suez-Kanal arbeitete.
Vom 4. November 1873 bis zum 8. Mai 1875 war Clarke Gouverneur der Straits Settlements mit Sitz in Singapur. Er wurde bekannt durch den Vertrag von Pangkor (20. Januar 1874), durch den zunächst das Sultanat Perak, später die gesamte malaiische Halbinsel mit ihren fünf Sultanaten zu einem britischen Protektorat wurde.